# 3966-os busz

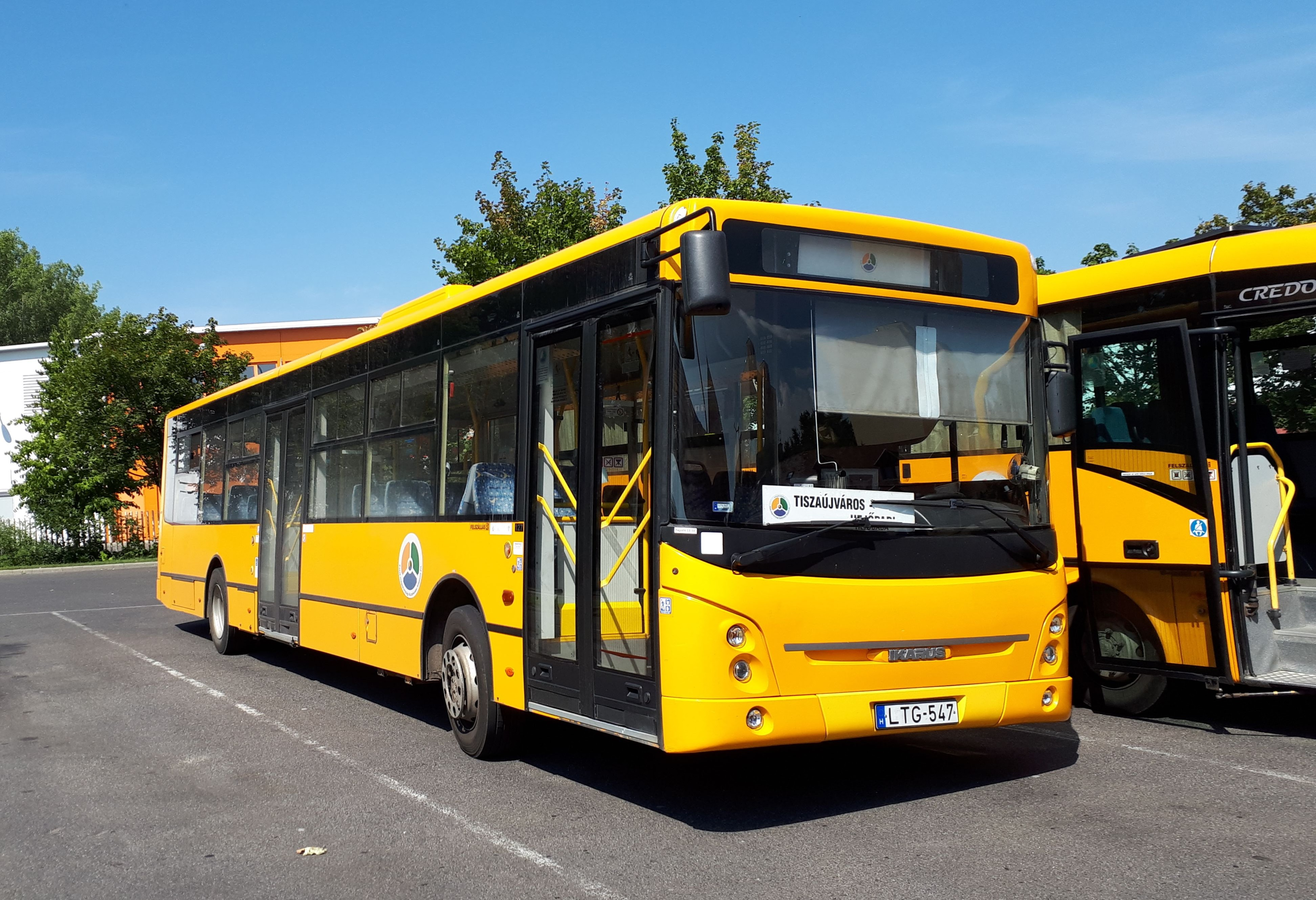
Tiszaújváros állomásán veszi ki pihenőidejét

A 3966-os jelzésű autóbuszvonal regionális autóbusz-járat Tiszaújváros és Igrici között, melyet a Volánbusz lát el.

## Közlekedése
A keresztirányú járat Borsod-Abaúj-Zemplén vármegye egyik legnagyobb városát, a járásközpont Tiszaújvárost köti össze több környékbeli községgel, indításai feltárják Hejőbábát és Nemesbikket, Igricit, a legtöbb Hejőbábán végállomásozik. Néhány indítása a MOL autóbusz-váróteremtől indul. Napi fordulószáma átlagosnak mondható, a teljes útvonalat egy indítás sem járja végig.
A járat tulajdonképpen ketté van bontva, mert a legtöbb indítás Tiszaújváros és Hejőbába között közlekedik, illetve pár indítása Igriciben, egyfajta helyi vasúti ráhordó járatként (2007 óta inkább a Mezőcsát–Miskolc autóbuszra hord rá) közlekedik.

## Megállóhelyei
| 0  | Tiszaújváros, MOL autóbusz-váróterem végállomás | 25 | 1450, 3733, 3734, 3744, 3745, 3950, 3952, 3960, 3963, 3964, 3965, 3968, 3970, 3971, 3974, 3975, 4008, 4484                                                                                           |
| 1  | Tiszaújváros, bejárati út                       | 24 | 2 1341, 1369, 1370, 1372, 1424, 1426, 1450, 3731, 3733, 3739, 3744, 3745, 3950, 3952, 3960, 3963, 3964, 3965, 3968, 3970, 3971, 3975, 4008, 4484                                                     |
| 2  | Tiszaújváros, művelődési ház                    | 23 | 2, 3 1424, 3733, 3734, 3739, 3744, 3745, 3950, 3952, 3960, 3963, 3965, 3968, 3970, 3971, 3975, 4008, 4484                                                                                            |
| 3  | Tiszaújváros, autóbusz-állomás                  | 22 | 1, 1A, 2, 3 1057, 1341, 1369, 1370, 1372, 1374, 1424, 1427, 3731, 3733, 3734, 3737, 3739, 3744, 3745, 3752, 3950, 3952, 3960, 3963, 3964, 3965, 3967, 3968, 3969, 3970, 3971, 3974, 3975, 4008, 4484 |
| 4  | Tiszaújváros, TESCO                             | 21 | 3734, 3737, 3739, 3744, 3745, 3752, 3967, 3968, 3969, 3970, 3971 |
| 5  | Sajószöged, szabadidő park                      | 20 | 3737, 3744, 3745, 3967, 3970, 3971 |
| 6  | Sajószöged, községháza                          | 19 | 1057, 1369, 1370, 1372, 1426, 1427, 3734, 3737, 3739, 3744, 3745, 3752, 3967, 3968, 3969, 3970, 3971                                                                                                 |
| 7  | Sajószöged, hejőbábai elágazás                  | 18 | 3734, 3737, 3739, 3744, 3745, 3752, 3967, 3968, 3969, 3971 |
| 8  | Sajószöged, Erőmű                               | 17 | 3967, 3968, 3969 |
| 9  | Hejőbába, Fő utca 131.                          | 16 | 3967, 3968, 3969 |
| 10 | Hejőbába, sajószögedi elágazás                  | 15 | 3741, 3742, 3967, 3968, 3969 |
| 11 | Hejőbába, községháza                            | 14 | 3741, 3742, 3967, 3968 |
| 12 | Hejőbába, iskola                                | 13 | 3741, 3742, 3967, 3968 |
| 13 | Nemesbikk, tatárdomb                            | 12 | 3741, 3742, 3968 |
| 14 | Nemesbikk, művelődési ház                       | 11 | 3741, 3742, 3968 |
| 15 | Nemesbikk, autóbusz-forduló                     | 10 | 3741, 3742, 3968 |
| 16 | Nemesbikk, művelődési ház                       | 9  | 3741, 3742, 3968 |
| 17 | Nemesbikk, tatárdomb                            | 8  | 3741, 3742, 3968 |
| 18 | Hejőbába, iskola                                | 7  | 3741, 3742, 3967, 3968 |
| 19 | Hejőbába, községháza                            | 6  | 3741, 3742, 3967, 3968 |
| 20 | Hejőbába, sajószögedi elágazás                  | 5  | 3741, 3742, 3967, 3968, 3969 |
| 21 | Hejőbába, Széchenyi utca 77.                    | 4  | 3741, 3968 |
| 22 | Hejőbába-Hejőpapi vasúti megállóhely            | 3  | 3741, 3968 |
| 23 | Hejőpapi, Kossuth utca 10. (autóbusz-forduló)   | 2  | 3741, 3743, 3968 |
| 24 | Hejőpapi, községháza                            | 1  | 3741, 3743, 3968 |
| 25 | Hejőpapi, orvosi rendelő végállomás             | 0  | 3741, 3743, 3968 |

| 0 | Igrici, vasúti megállóhely végállomás | 3 |                                    |
| 1 | Igrici elágazás                       | 2 | 1057, 3741, 3743, 3967, 3968, 3969 |
| 2 | Igrici, Kossuth utca 6.               | 1 | 3741, 3743, 3967, 3968, 3969       |
| 3 | Igrici, községháza végállomás         | 0 | 3741, 3743, 3967, 3968, 3969       |